# Iris Oifigiúil
L’Iris Oifigiúil (ˈirʲəʃ ˈefʲəɡʲuːlʲ ; Journal officiel) est le journal officiel irlandais. Il a remplacé le 31 janvier 1922 The Dublin Gazette (en) en tant que journal officiel de l'État libre d’Irlande, État maintenant connu sous le nom d'Irlande.
L’Iris Oifigiúil, parfois appelé Irish State Gazette en anglais, est publié deux fois par semaine, le mardi et le vendredi, depuis 1922. Des nouvelles concernant le gouvernement y sont publiées, notamment les lois et les proclamations.
Le journal est publié sous sa forme papier par l’Office of Public Works (en) et est aussi disponible en ligne sur son propre site, irisoifigiuil.ie.
Au moment où l’Iris Oifigiúil remplace The Dublin Gazette dans le nouvel État irlandais, The Belfast Gazette est créée dans le même but dans l’Irlande du Nord nouvellement créée.